# 吴亚楠
吴亚楠（1981年9月14日—），出生于河北张家口，中国女子手球运动员，曾代表中国参加2004年夏季奥运会和2008年夏季奥运会女子手球比赛。她也参加了2002年亚洲运动会，获得一枚铜牌。